# Lika
Lika je název jednoho z regionů Chorvatska. Nachází se v příhraničí s Bosnou a Hercegovinou, od Jaderského moře ji oddělují štíty Velebitu. Největším městem v Lice a jejím kulturním a ekonomickým centrem je město Gospić. Většina území administrativně připadá Licko-senjské župě, z níž k Lice připadají všechny opčiny kromě města Senj a opčiny Karlobag, které jsou již součástí chorvatského Přímoří, dále pak malé části Karlovacké (opčiny Josipdol, Plaški a Saborsko) a Zadarské župy (opčina Gračac). V dobách existence Rakousko-Uherska byla součástí Licko-krbavské župy.
Na území Liky se nacházejí celkem dvě města (Gospić a Otočac) a jedenáct opčin – Brinje, Donji Lapac, Gračac, Josipdol, Lovinac, Perušić, Plaški, Plitvička Jezera, Saborsko, Udbina a Vrhovine. Nejznámější přírodní zajímavostí regionu je národní park Plitvická jezera.
Ekonomicky patřila Lika vždy ke slabším regionům Chorvatska. Obyvatelstvo se živilo především zemědělstvím, nebo lesnictvím a v období industrializace během 20. století (jak mezi oběma světovými válkami, tak po druhé světové válce) bylo časté stěhování z Liky do větších měst za prací. Pro samotné zprůmyslnění Liky nikdy nebyly vhodné podmínky (hornatá krajina a řídké osídlení). Region však má značný turistický potenciál. Na jeho území se nacházejí dva národní parky (kromě již zmíněných Plitvických jezer také Severní Velebit). Od roku 2004 protíná Liku dálnice A1, což rozvoji turismu v regionu prospělo.[zdroj?]
V 18. století tvořila Lika součást tzv. Vojenské hranice, pohraničního pásma mezi Rakouskem a Osmanskou říší.
Roku 1932 došlo v Lice k povstání ustašovců proti královské Jugoslávii. Toto povstání bylo později potlačeno. 27. července 1941 se poblíž vesnice Srb vzbouřilo venkovské srbské obyvatelstvo. Formovalo ozbrojené čety, jejich příslušníkům se také říkalo četnici. Mnohem větší úspěch a ohlas však měly tehdy partyzánské jednotky, které byly pod vedením jugoslávských komunistů. Již na konci srpna měli partyzáni celou Liku pod svojí moci. V socialistické Jugoslávii se den povstání v Lice slavil jako chorvatský a bosenský národní svátek.
Etnický původ obyvatel Liky byl až do chorvatské války o nezávislost smíšený; polovinu Ličanů tvořili Chorvati, druhou polovinu Srbové. V roce 1991 však Srbové vyhlásili na Chorvatsku nezávislou republiku Srbská Krajina. Oblast Liky byla proto svědkem těžkých bojů mezi srbskými ozbrojenci a chorvatskou armádou. Po skončení konfliktu se počet obyvatel po odchodu Srbů snížil jen na pouhých 50 tisíc. Chorvati dnes tvoří 86 % obyvatelstva, Srbové 12 %.